# Witali Wladimirowitsch Kweder

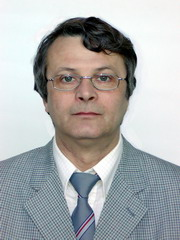
Witali Wladimirowitsch Kweder

Witali Wladimirowitsch Kweder (russisch Виталий Владимирович Кведер; * 3. Oktober 1949 in Tschkalow) ist ein russischer Festkörperphysiker.

## Leben
Kweder studierte an der Fakultät für allgemeine und angewandte Physik des Moskauer Instituts für Physik und Technologie (MFTI) mit Abschluss 1972. Darauf wurde er wissenschaftlicher Mitarbeiter des Instituts für Festkörperphysik (IFTT) der Akademie der Wissenschaften der UdSSR (AN-SSSR, seit 1991 Russische Akademie der Wissenschaften (RAN)) in Tschernogolowka. Er wurde zum Doktor der physikalisch-mathematischen Wissenschaften promoviert. 2002 wurde Kweder Direktor des IFTT (2002–2017).
Kweders Forschungsgebiet wurde die Halbleiterphysik. Er leistete Pionierarbeit bei der Erforschung der elektronischen Eigenschaften der Versetzungen und anderer mehrdimensionaler Gitterfehler in Halbleitern. Damit trug er wesentlich zur Entwicklung des Defect Engineering des Siliciums bei, was eine große praktische Bedeutung für die Photovoltaik bekam. Eine führende Rolle spielte er auch bei der Erforschung der Fullerene. Er entdeckte und untersuchte eine eindimensionale Variante des Rashba-Effekts und zeigte, dass dieser Effekt ein wirkungsvolles Werkzeug zur Untersuchung der elektronischen Zustände mehrdimensionaler Gitterfehler und anderer nanoskaliger Systeme ist. Er untersuchte die Rekombinationsprozesse von Elektronen und Löchern an Versetzungen einschließlich spinabhängiger Prozesse sowie die Wechselwirkung der dotierten Fremdatome mit Versetzungen im Silicium und den Einfluss der Dotierungen auf die elektronischen Eigenschaften der Versetzungen. Er entdeckte die Passivierung von Versetzungen durch Wasserstoff und untersuchte das Gettern von Dotierungen an Versetzungen. Er ist Mitautor vieler Veröffentlichungen. Sein Hirsch-Index ist 21.
2006 wurde Kweder zum Korrespondierenden Mitglied der RAN gewählt. Seit 2019 ist er Vollmitglied der RAN. Er wurde Mitglied des Rats für Nanotechnologie der RAN. Er ist Koordinator des RAN-Programms für Physik der neuen Materialien und Strukturen. Am 28. Januar 2019 wurde er Vorsitzender der Expertenkommission für fundamentale Probleme der Physik der Mikrogravitation und Mitglied des Büros des Rats für den Kosmos der RAN.